# Francesco Moricotti
Francesco di ser Puccio Moricotti (zm. 6 lutego 1394) – włoski kardynał okresu Wielkiej schizmy zachodniej, reprezentujący obediencję "rzymską".

## Życiorys
Urodził się w Vicopisano koło Pizy. Jego ojciec należał do miejscowej rodziny szlacheckiej Moricotti, natomiast matka była siostrą Giovanniego Scarlattiego, arcybiskupa Pizy w latach 1348–1362. Był też blisko spokrewniony z rodem Prignano, z którego wywodził się papież Urban VI. 
Francesco został najpierw kanonikiem i primiceriusem kapituły katedralnej w Pizie, a 16 maja 1362 arcybiskupem tego miasta. 18 września 1378 nowo wybrany papież Urban VI mianował go kardynałem, a kilka miesięcy później nadał mu tytuł prezbitera S. Eusebio. Francesco był jednym z najwierniejszych stronników Urbana VI w jego sporze z antypapieżem Klemensem VII. Był gubernatorem Kampanii (1380) i Fondi (1381) oraz wicekanclerzem Świętego Kościoła Rzymskiego i biskupem Palestriny (prawdopodobnie już w 1383, a z pewnością przed 1 maja 1385). Zrezygnował natomiast z arcybiskupstwa pizańskiego na początku 1380. Przewodniczył konklawe 1389 i konsekrował nowego papieża Bonifacego IX. Zmarł w Asyżu.